# Gira Mundial Divididos - 35 Años de Rock
Es la duodécima gira que realizó la banda de rock argentino Divididos. Comenzó el 29 de enero de 2023 y terminó el 16 de diciembre de 2023. Se realizó para celebrar sus 35 años de trayectoria. Comenzaron con un concierto en Mar del Plata, para después seguir por Colón, Villa de Merlo y Santa María de Punilla. Después dieron un concierto sinfónico en los viñedos del Aeropuerto de Mendoza, y luego siguieron con un concierto en San Juan y otro en Catamarca. Siguieron con un recital en Montevideo y regresaron después de mucho tiempo al estadio de Vélez en mayo, con grandes invitados de lujo. Tocaron luego en Chile y siguieron por el Sur y Noroeste argentino. Luego regresaron a España después de 14 años sin tocar en ese país, para volver a la Argentina y dar un doblete en La Plata. Siguieron tocando en otras ciudades hasta regresar al Teatro, y después seguir recorriendo el país con varios shows en el interior. La gira terminó el 16 de diciembre, para después prepararse para su regreso al estadio Obras en su decimotercera gira y lanzar su nuevo disco.

## Festejos por los 35 años

### 2023
Comienzan un nuevo año tocando el 29 de enero en el Estadio Polideportivo de Mar del Plata. El concierto dio inicio a su gira por los 35 años. Ya llevan 38 shows realizados en la ciudad balnearia. El 9 de febrero, la banda participa de la Fiesta de la Artesanía, que se desarrolló en el Parque Herminio J. Quirós. El 12 de febrero participaron del Festival Nacional Valle del Sol, desarrollado en el Balneario Municipal. El 18 de febrero, la banda participa por segunda vez consecutiva del Cosquín Rock. El 1 de marzo, la banda da su primer concierto sinfónico, que tuvo lugar en los Viñedos del Aeropuerto de Mendoza, en el marco de la Fiesta de la Cosecha 2023, con una enorme orquesta de músicos sobre el escenario. El concierto fue transmitido por la Televisión Pública. El 23 de marzo, la banda vuelve a tocar en el Estadio Aldo Cantoni, y dos días después en el Predio Ferial de San Fernando del Valle de Catamarca. Luego tenían que dar shows en Trelew y Comodoro Rivadavia, pero el líder de la banda atravesaba un cuadro gripal que le impidió realizar esas fechas. Sin embargo, Ricardo Mollo se repuso y tocaron el 22 de abril en Rural del Prado, en el marco de la edición uruguaya del mítico festival Cosquín Rock. El 13 de mayo, la gira llega a su momento clave, ya que regresaron después de un buen tiempo al estadio de Vélez, donde contaron con varios invitados de lujo, entre ellos los integrantes de La Renga. Con ellos tocaron dos temas. Estos son Sobrio a las piñas y El final es en donde partí. En el concierto, la banda estrena su tema San Saltarín, lanzado en abril. El último concierto en el mítico estadio de Vélez fue el 10 de septiembre de 1994, en el marco de la gira de presentación de La era de la boludez, donde hubo baches de sonido, sufrió sucesivos cambios de fecha y su publicitación fue casi nula. El nuevo concierto tuvo una duración de más de tres horas, siendo uno de los más largos de la historia de la banda. Tras el mítico show en Buenos Aires, la banda regresó a Chile para tocar en el Movistar Arena. Antes, la banda participó en los Premios Gardel 2023, en donde se llevaron la estatuilla de Mejor Álbum en Vivo por su disco Tilcara: El Recital. Realizaron luego los shows suspendidos en Trelew y Comodoro Rivadavia los días 15 y 17 de junio. Tuvieron lugar en el Gimnasio Municipal N°1 y el Predio Ferial. Después dieron dos shows en el Noroeste, tuvieron lugar en el Microestadio Delmi y el Club Central Córdoba. Entre el 7 y 16 de julio, la banda da 5 conciertos en España, donde tocaron por última vez en septiembre de 2009. Tocaron en Barcelona (7 de julio), Madrid (9 de julio), Alicante (12 de julio), Málaga (14 de julio) y Mallorca (16 de julio). Las sedes de esta gira fueron Poble Espanyol, el Espacio Ibercaja Delicias, la Sala VB Spaces, la Sala París 15 y Trui Son Fusteret. Ya llevan 13 shows en territorio europeo (11 en España, uno en Francia y el otro en el Reino Unido). Son superados por Ciro y los Persas (23 shows), La Renga (27 shows) y Rata Blanca (87 shows). Tres de esos shows se desarrollaron en el Dale Argentina Fest. En esas tres fechas (7, 9 y 16 de julio), en el marco del mencionado festival, la banda compartió escenario con Juanse, Guasones, Coti, Airbag y Damas Gratis. Los shows desarrollados en Alicante (12 de julio) y en Málaga (14 de julio) se realizaron de manera independiente. En uno de sus shows en ese país, la banda entonó el himno y emocionó al público argentino que presenció el concierto. Regresaron a la Argentina para tocar en el Estadio Atenas de La Plata durante dos noches seguidas. Dieron luego 4 shows en el Movistar Arena, en su filial argentina. Los shows tuvieron lugar el 1, 2, 15 y 16 de septiembre. En el concierto del 16 de septiembre, la banda interpreta Mundo agradable junto al legendario David Lebón. El 7 de octubre, la banda dio un concierto en el playón del estadio de Boca Unidos. Los días 18, 19, 26 y 27 de octubre, la banda dio una serie de 4 shows en El Teatro. En los dos últimos shows, la banda le rinde homenaje a Ricardo Iorio, que murió días antes a causa de un infarto. Interpretaron el tema Sé vos. Los días 3 y 4 de noviembre, la banda da un doblete en el Anfiteatro Municipal Humberto de Nito, contabilizando ya 30 shows desde su primera función el 23 de noviembre de 2002, y 56 shows en territorio rosarino desde el 27 de agosto de 1993, en la antesala de lo que fue luego la presentación de su tercer disco en el estadio Obras entre el 10 y 12 de septiembre de ese mismo año. El 25 de noviembre, la banda dio un concierto en el Anfiteatro Martín Fierro, y luego dieron otros dos shows en el Teatro. El 8 de diciembre, la banda regresó a Uruguay para dar un nuevo concierto en el Antel Arena, donde habían tocado el 12 de mayo de 2022 en su gira pasada. El concierto estaba pautado, en realidad, para el 9 de diciembre, pero por problemas de coordinación logística, se tuvo que trasladar a otra fecha. El 16 de diciembre, la banda debuta en el Estadio Mario Alberto Kempes, siendo este el segundo estadio de fútbol que la banda pisa de manera independiente. El concierto estaba pautado para ese día en el Estadio General Paz Juniors, pero se tuvo que trasladar por diversos motivos. Así, Divididos se suma a la enorme ola de artistas que se presentaron en el mítico estadio cordobés, tales como La Renga, Los Piojos, Soda Stereo y muchos más. Anteriormente habían tocado en este estadio, aunque no de manera independiente, el 28 de mayo de 1999, en el marco del Córdoba Rock Festival 1999 junto a Caballeros de la Quema y Almafuerte. Así se termina el año y la gira. El 21 de diciembre, la banda lanza su nuevo disco en vivo. Se titula Agradecer y seguir. El disco recoge todo el concierto brindado el 13 de mayo en el estadio de Vélez en el marco de los festejos por los 35 años de la banda, y donde contaron, como se dijo más arriba, con grandes invitados de lujo.

## Conciertos
| Fecha                    | Ciudad                              | País      | Recinto                               |
| ------------------------ | ----------------------------------- | --------- | ------------------------------------- |
| América del Sur          |                                     |           |                                       |
| 29 de enero de 2023      | Mar del Plata                       | Argentina | Estadio Polideportivo Islas Malvinas  |
| 9 de febrero de 2023     | Colón                               | Argentina | Parque Herminio J. Quirós             |
| 12 de febrero de 2023    | Villa de Merlo                      | Argentina | Balneario Municipal                   |
| 18 de febrero de 2023    | Santa María de Punilla              | Argentina | Aeródromo Municipal                   |
| 1 de marzo de 2023       | Las Heras                           | Argentina | Viñedos del Aeropuerto                |
| 23 de marzo de 2023      | San Juan                            | Argentina | Estadio Aldo Cantoni                  |
| 25 de marzo de 2023      | San Fernando del Valle de Catamarca | Argentina | Predio Ferial                         |
| 22 de abril de 2023      | Montevideo                          | Uruguay   | Rural del Prado                       |
| 13 de mayo de 2023       | Buenos Aires                        | Argentina | Estadio Vélez Sarsfield               |
| 26 de mayo de 2023       | Santiago de Chile                   | Chile     | Movistar Arena                        |
| 15 de junio de 2023      | Trelew                              | Argentina | Gimnasio Municipal N° 2               |
| 17 de junio de 2023      | Comodoro Rivadavia                  | Argentina | Predio Ferial                         |
| 22 de junio de 2023      | Salta                               | Argentina | Estadio Delmi                         |
| 24 de junio de 2023      | San Miguel de Tucumán               | Argentina | Estadio Central Córdoba               |
| Europa                   |                                     |           |                                       |
| 7 de julio de 2023       | Barcelona                           | España    | Poble Espanyol                        |
| 9 de julio de 2023       | Madrid                              | España    | Espacio Ibercaja Delicias             |
| 12 de julio de 2023      | Alicante                            | España    | VB Spaces                             |
| 14 de julio de 2023      | Málaga                              | España    | Sala París 15                         |
| 16 de julio de 2023      | Mallorca                            | España    | Trui Son Fusteret                     |
| América del Sur          |                                     |           |                                       |
| 25 de agosto de 2023     | La Plata                            | Argentina | Estadio Atenas                        |
| 26 de agosto de 2023     | La Plata                            | Argentina | Estadio Atenas                        |
| 1 de septiembre de 2023  | Buenos Aires                        | Argentina | Movistar Arena                        |
| 2 de septiembre de 2023  | Buenos Aires                        | Argentina | Movistar Arena                        |
| 15 de septiembre de 2023 | Buenos Aires                        | Argentina | Movistar Arena                        |
| 16 de septiembre de 2023 | Buenos Aires                        | Argentina | Movistar Arena                        |
| 7 de octubre de 2023     | Corrientes                          | Argentina | Club Boca Unidos                      |
| 18 de octubre de 2023    | Flores                              | Argentina | El Teatro                             |
| 19 de octubre de 2023    | Flores                              | Argentina | El Teatro                             |
| 26 de octubre de 2023    | Flores                              | Argentina | El Teatro                             |
| 27 de octubre de 2023    | Flores                              | Argentina | El Teatro                             |
| 3 de noviembre de 2023   | Rosario                             | Argentina | Anfiteatro Municipal Humberto de Nito |
| 4 de noviembre de 2023   | Rosario                             | Argentina | Anfiteatro Municipal Humberto de Nito |
| 25 de noviembre de 2023  | Tandil                              | Argentina | Anfiteatro Martín Fierro              |
| 2 de diciembre de 2023   | Flores                              | Argentina | El Teatro                             |
| 3 de diciembre de 2023   | Flores                              | Argentina | El Teatro                             |
| 8 de diciembre de 2023   | Montevideo                          | Uruguay   | Antel Arena                           |
| 16 de diciembre de 2023  | Córdoba                             | Argentina | Estadio Mario Alberto Kempes          |

## Curiosidades
Son el tercer grupo que toca en Alicante, por detrás de Rata Blanca y Ciro y los Persas. Le siguen Los Fundamentalistas del Aire Acondicionado. Rata Blanca se presentó el 9 de octubre de 2003 para seguir con la gira del disco El camino del fuego. Ciro y los Persas lo hicieron el 10 de noviembre de 2022, y repitieron el 28 de septiembre de 2023. Divididos lo hizo el 12 de julio de 2023. Los Fundamentalistas del Aire Acondicionado lo hicieron el 24 de febrero de 2024.

## Países visitados
- Argentina
- Chile
- España
- Uruguay

## Formación durante la gira
- Ricardo Mollo - Voz y guitarra eléctrica (1988-Actualidad)
- Diego Arnedo - Bajo (1988-Actualidad)
- Catriel Ciavarella - Batería (2004-Actualidad)